# Robert Simac
Robert Simac (1952) is een Frans autocoureur.
Simac startte in 1974 bij de Coupe Simca-Shell. Hij nam vanaf 1975 deel aan de Formula Renault, vanaf 1978 de Formule 3. In 1977 behaalde Simac zijn beste resultaat: een 14e plek in het eindklassement. In 1982 nam hij met de Lola T672-Toyota deel aan de Europese Formule 3, maar verkocht eind dat jaar zijn wagen en stopte met racen. In het volgende jaar schafte hij een Golf GTI aan om mee te kunnen doen met rallyraces. Simac reed onder andere in San Remo en Zweden. In 1986 reed hij zijn laatste rally.
In 2000 keerde Simac terug in de racesport door mee te doen met de Historic Formula 2. Hij won in 2003 en 2004 hier de Europese titel; van 2013 tot 2018 won hij die titel, de Jochen Rindt Trophy, nog zes jaar op rij met een March 712.